# Liste de ponts du Mozambique
Cette liste de ponts du Mozambique a pour vocation de présenter une liste de ponts remarquables du Mozambique, tant par leurs caractéristiques dimensionnelles, que par leur intérêt architectural ou historique.

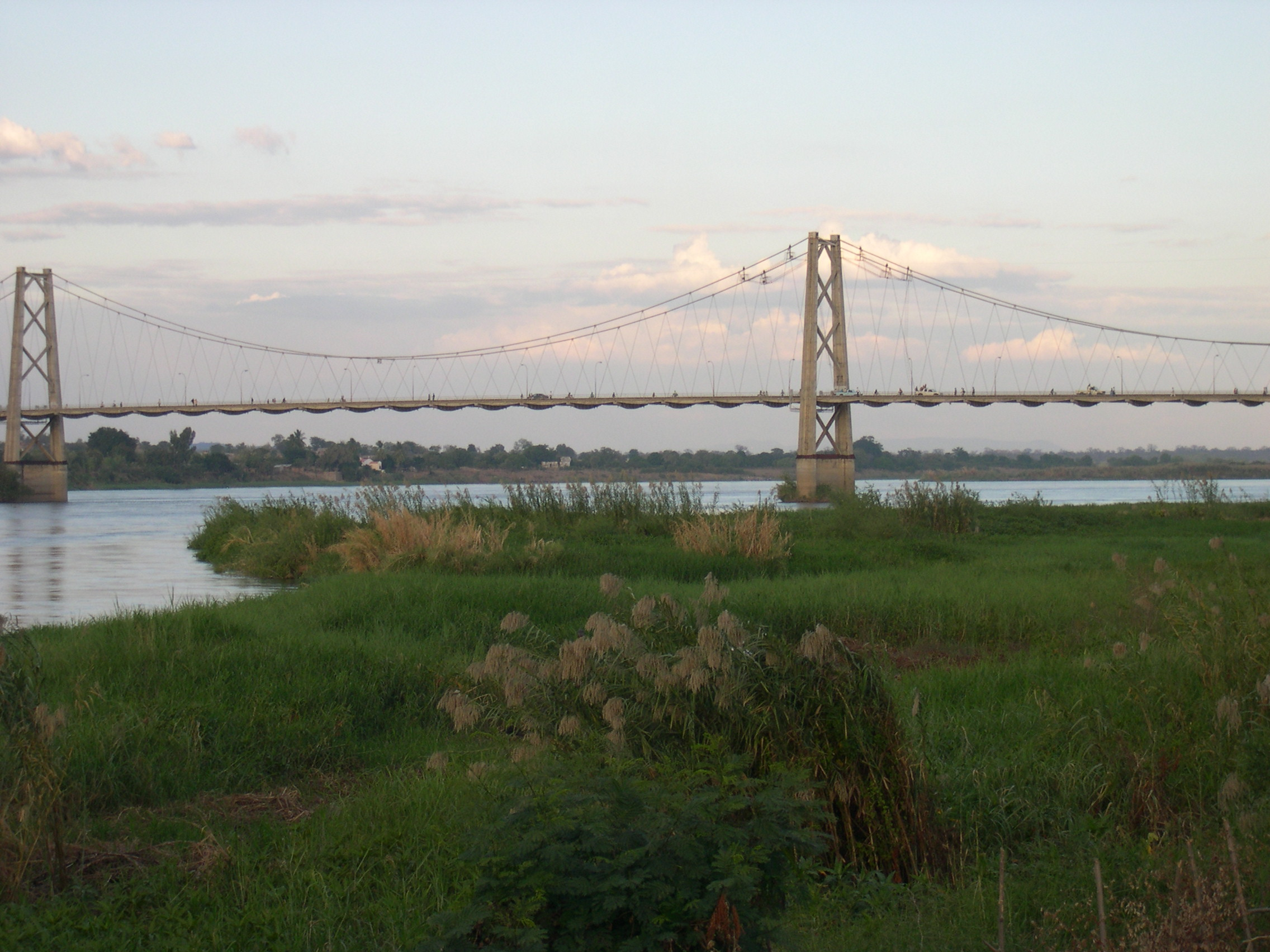
Le pont suspendu de Tete conçu par l'ingénieur portugais Edgar Cardoso.

Elle est présentée sous forme de tableaux récapitulant les caractéristiques des différents ouvrages, et peut être triée selon les diverses entrées pour voir un type de pont particulier ou les ouvrages les plus récents par exemple. La seconde colonne donne la classification de l'ouvrage parmi ceux présentés, les colonnes Portée et Long. (longueur) sont exprimées en mètres. Date indique la date de mise en service du pont.

## Grands ponts
Ce tableau présente les ouvrages ayant des portées supérieures à 100 mètres ou une longueur totale de plus de 1 000 mètres (liste non exhaustive).
|  |   | Nom                  | Portée   | Long. | Type                                                                             | Voie portée Voie franchie    | Date | Localisation                                             | Province        | Ref.  |
|  | - | -------------------- | -------- | ----- | -------------------------------------------------------------------------------- | ---------------------------- | ---- | -------------------------------------------------------- | --------------- | ----- |
|  | 1 | Pont Maputo–Catembe  | 680      | 3041  | Suspendu Pylônes béton                                                           | Estuaire de l'Espirito Santo | 2018 | Maputo - Catembe 25° 58′ 22,3″ S, 32° 33′ 26,9″ E        | Maputo          |       |
|  | 2 | Pont Samora Machel   | 180 (x3) | 720   | Suspendu 4 pylônes béton, tablier poutres béton, suspentes inclinées 70+3x180+70 | 103 Zambèze                  | 1973 | Tete 16° 09′ 17,5″ S, 33° 35′ 37,7″ E                    | Tete            | [ 1 ] |
|  | 3 | Pont Armando Guebuza | 137      | 2376  | Poutre-caisson Béton précontraint                                                | 7 Zambèze                    | 2009 | Caia - Chimuara 17° 48′ 28,6″ S, 35° 23′ 51,8″ E         | Sofala Zambézie | ,     |
|  | 4 | Pont Kassuende       | 135      | 1586  | Poutre-caisson Béton précontraint                                                | Zambèze                      | 2014 | Tete 16° 11′ 32,4″ S, 33° 37′ 06,3″ E                    | Tete            |       |
|  | 5 | Pont Dona Ana        | 80 (x33) | 3670  | Treillis Acier                                                                   | Zambèze                      | 1935 | Mutarara - Vila de Sena 17° 26′ 19,8″ S, 35° 03′ 48,8″ E | Tete Sofala     |       |